# Chloe Sherman

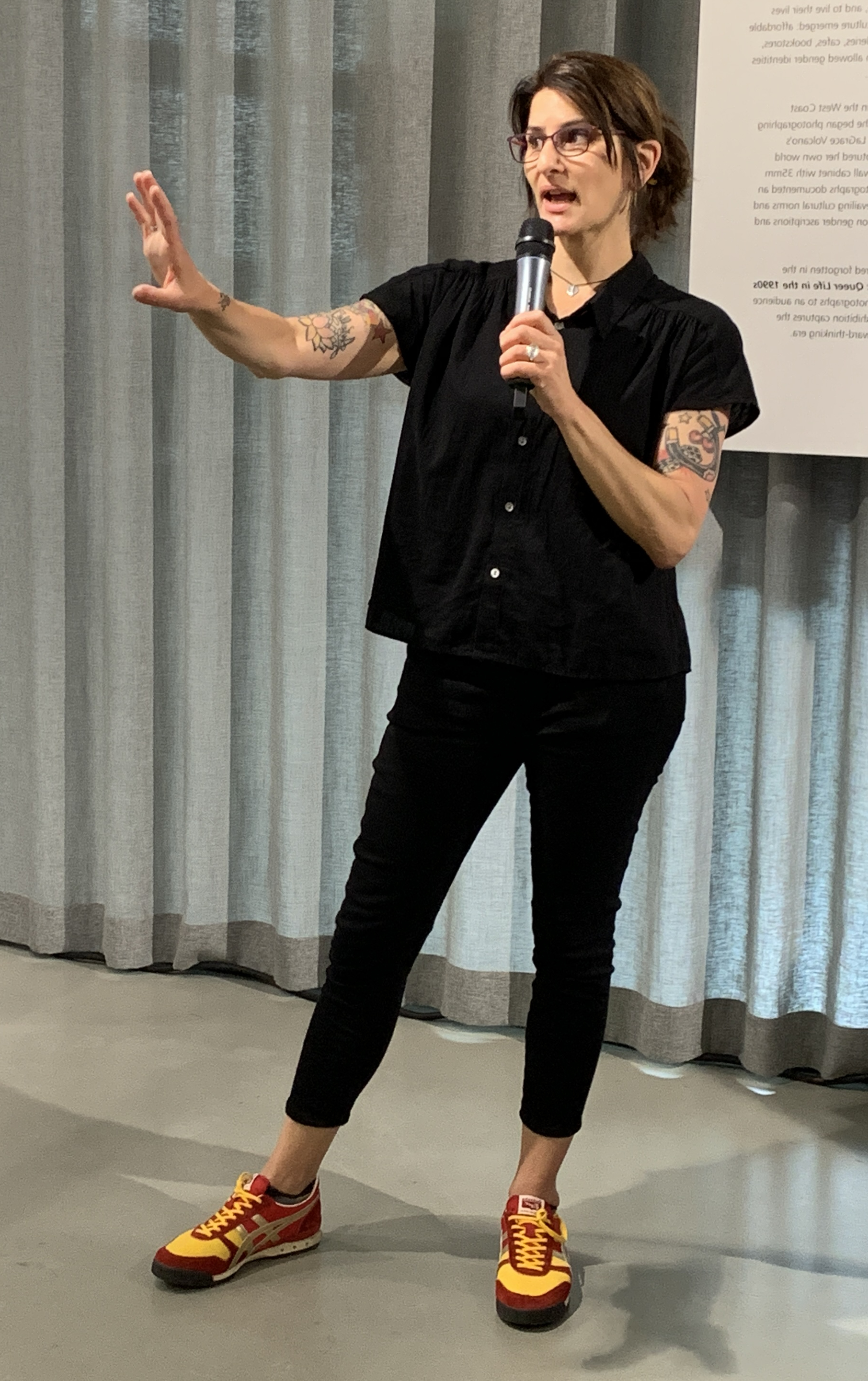
Chloe Sherman in Berlin, Galerie F3 Freiraum für Fotografie (2023)

Chloe D. Sherman (geboren 1969 in New York) ist eine US-amerikanische Fotografin. Sie erreichte Bekanntheit für ihre Aufnahmen der lesbischen Subkultur im San Francisco der 1990er Jahre.

## Leben und Werk
Chloe Sherman lebte zunächst in Portland (Oregon) und zog dann nach San Francisco, wo sie von 1991 bis 1999 Fotografie am San Francisco Art Institute studierte. Sherman arbeitete als Foto-Redakteurin eines Magazins und als freiberufliche Fotografin in der Bay Area. Ihre Fotografien erschienen in Zeitschriften wie Rolling Stone, Interview und The Advocate.
Del LaGrace Volcanos Fotografien aus der Londoner Lesbenszene inspirierten sie nach eigenen Aussagen dazu, in den 1990er Jahren ihren Freundinnen- und Bekanntenkreis und die Räume queerer Subkultur wie etwa das Bearded Lady Café im Mission District San Franciscos auf 35 mm zu dokumentieren. Catherine Opie, die sie aus dem Bearded Lady Café kannte, ermutigte sie, ein Fotografiestudium aufzunehmen.
Sherman trug die Kamera im Alltag stets bei sich, ob auf der Straße oder im Club. Es entstanden in dieser Zeit Tausende von Farbfotos, die sie erst dreißig Jahre später der Öffentlichkeit in größerem Maße zugänglich machte. Vorausgegangen war die Initiative ihrer Tochter, die ein nicht attributiertes Foto von Sherman in den Sozialen Medien entdeckt hatte und sie davon überzeugen konnte, selbst in den Sozialen Medien mit ihren Bildern sichtbar zu werden.
Im Jahr 2023 wurden sie erstmals außerhalb der Vereinigten Staaten in der Galerie f3 – Freiraum für Fotografie in Berlin gezeigt. Ebenfalls im Jahr 2023 erschien im Hatje Cantz Verlag ein Bildband unter dem Titel Renegades, der von Katharina Mouratidi und Nadine Barth kuratiert und herausgegeben wurde.
Einige ihrer Werke wurden 2024 in die Sammlung des San Francisco Museum of Modern Art aufgenommen.
Sherman hat eine Tochter, die 2001 geboren wurde.

## Ausstellungen (Auswahl)

### Einzelausstellungen
- 2022: Chloe Sherman: Renegades: San Francisco, The 1990s, Schlomer Haus Gallery, San Francisco
- 2023: Renegades. San Francisco: Queer Life in the 1990s, Galerie f3 – Freiraum für Fotografie, Berlin
- 2024: Chloe Sherman: Renegades: San Francisco, The 1990s, Galerie im Leica Store, San Francisco
- 2025: Renegades. San Francisco: Queer Life in the 1990s, Photobastei Zürich[11]

### Gruppenausstellungen
- 2023: Who’s Afraid Of Stardust, Kunsthalle Nürnberg[12]
- 2024: Around Group f.64: Legacies and Counterhistories in Bay Area Photography, San Francisco Museum of Modern Art

## Publikationen
- Susie Bright, Jill Posener (Hrsg.): Nothing but the girl. The blatant lesbian image. A portfolio and exploration of lesbian erotic. Freedom Editions, Herndon 1998, ISBN 978-1-86047-005-9.
- Renegades. San Francisco: The 1990s. Hatje Cantz Verlag, Berlin 2023, ISBN 978-3-7757-5517-7.